# حفل افتتاح الألعاب البارالمبية الصيفية 2020
أقيم حفل افتتاح دورة الألعاب البارالمبية الصيفية 2020 في 24 أغسطس 2021 في الاستاد الأوليمبي في طوكيو، اليابان. كان موضوع حفل الافتتاح هو «لنمضي قدماً: لدينا أجنح» وبالتالي كان تمحور حول الطيران والطائرات والمطارات وكل ما يتعلق بالسفر جواً.

## حالة الطقس
- 20:00، درجة الحرارة: 28.1 درجة مئوية (82.6 درجة فهرنهايت)، الرطوبة: 69%.[5]
- 23:00، درجة الحرارة: 26.8 درجة مئوية (80.2 درجة فهرنهايت)، الرطوبة: 80%.
- سجلت نقطة المراقبة هطول الأمطار في كل ساعة من 20:00 و22:00 و23:00 إلى الحد الذي سجلت فيه نسبة الأمطار كل ساعة 0 (مم).[ا]

## الملعب

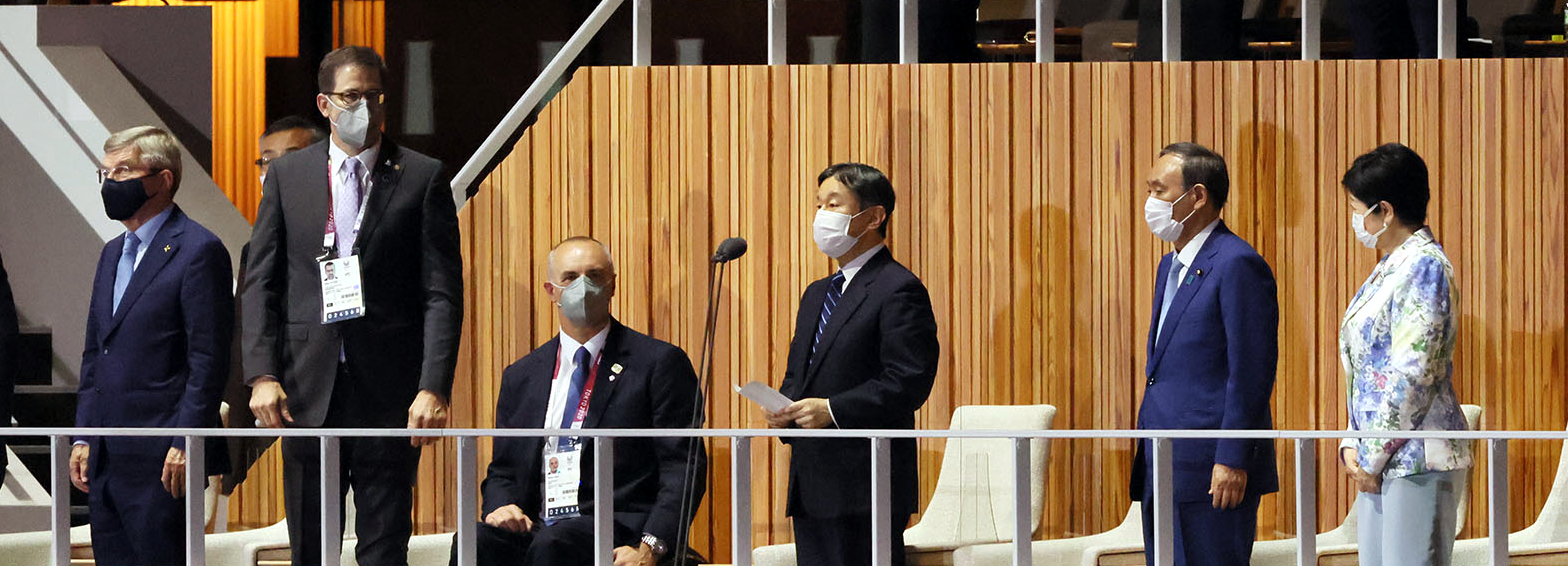
الإمبراطور ناروهيتو يعلن الافتتاح (في الاستاد الوطني الياباني في 24 أغسطس 2021)

كان الاستاد الوطني الياباني، الذي يُشار إليه أيضاً باسم الاستاد الأوليمبي، بمثابة الاستاد الرئيسي لحفل الافتتاح. كما عمل الاستاد أيضاً كملعب رئيسي لحفل الاختتام وفعاليات ألعاب القوى/المضمار والميدان.

## الملاحظات
1. ↑  لوحظ هطول الأمطار في الاستاد الوطني من خلال شاشة التلفزيون.